# Staurogyne atropurpurea
Staurogyne atropurpurea är en akantusväxtart som beskrevs av E. Hossain. Staurogyne atropurpurea ingår i släktet Staurogyne och familjen akantusväxter. Inga underarter finns listade i Catalogue of Life.